# Pseuderanthemum subviscosum
Pseuderanthemum subviscosum är en akantusväxtart som först beskrevs av C. B. Cl., och fick sitt nu gällande namn av Otto Stapf. Pseuderanthemum subviscosum ingår i släktet Pseuderanthemum och familjen akantusväxter. Inga underarter finns listade i Catalogue of Life.